# A 13-as rendőrőrs ostroma
A 13-as rendőrőrs ostroma (eredeti cím: Assault On Precinct 13) 1976-ban bemutatott színes, amerikai akciófilm, melyet John Carpenter rendezett. A film alacsony költségvetése (100 000 $) ellenére sikeres lett és kultuszfilmmé vált.

## Cselekmény
|  | Alább a cselekmény részletei következnek! |

Egy Los Angeles-i szombat hajnalon a rendőrség elit osztaga rajtaüt egy banda hat tagján, akik automata fegyvereket loptak. A tűzharcban részt vevő bandatagok mind meghalnak az akció során, azonban a fegyverek nagy részét nem találják meg. A megmaradt bandatagok vérszerződést kötnek, mely szerint bosszút állnak a rendőrökön és Los Angeles lakóin.
Aznap délután Ethan Bishop hadnagyot és autópálya-rendőrt áthelyezik az Anderson körzetbe. Ugyanis a 13-as rendőrőrsöt bezárják, és neki kell felügyelnie a rakodást a majdnem teljesen kiürített épületben. Ezután egyszerre két cselekményszál indul el. Az elsőben a hírhedt gyilkos Napoleon Wilsont szállítják át az egyik börtönből a másikba, két rabtársával, Wellsszel és a betegeskedő Caudell-lel együtt. Útközben Caudell rosszul lesz, így kénytelenek megállni a legközelebbi őrsnél, amely a 13-as. A másik szál pedig egy Lawnson nevű férfi és kislánya történetét mutatja be. Bishop megérkezik az őrsre és miután átvette a kapitánytól, a rendőrőrsön Bishopon kívül csak Chaney őrmester, valamint két irodista, Leigh és Julie marad. Lawsonék épp úton vannak, amikor megállnak telefonálni, mert eltévedtek. A kislány egy fagylaltos kocsihoz siet, de éppen akkor érnek oda a véletlenszerű áldozataikat kereső bandatagok. Hidegvérrel lelövik a lányt és a fagylaltossal is végeznek. Lawson magához veszi a fagylaltárus fegyverét és követni kezdi a bandát. Utolérve őket végez lánya gyilkosával, egy bandavezérrel, majd társaik elől bemenekül a 13-as őrsre.
Közben a rabszállító megérkezik az őrsre. Az őrsön Chaney megpróbálja kikérdezni Lawsont, de az súlyos sokkot kapott és nem tud megszólalni. Bishop orvost akar hívni, ám a telefonvonalak némák, kicsivel később pedig az áram is elmegy. A mit sem sejtő Chaney kimegy az épület elé autójához, de ekkor vele is végeznek, ezután a buszsofőrt, a beteg rabot és több rendőrt is megölnek. Bishop megmenti Wilson életét, majd Wellsszel együtt egy cellába zárja. Egy támadást követően Bishop a rabok szabadon engedése mellett dönt és együttes erővel verik vissza az ostromot, eközben Julie életét veszi és Leigh karja megsérül.
A bandatagok eltüntetnek minden tűzharcra utaló bizonyítékot az utcáról és a környék is olyan gyéren lakott, hogy kevés esély van arra, bárki is a helyszínről értesítené a hatóságokat. Wells és Wilson sorsolással dönti el, ki jusson ki a csatornán keresztül az épületből. A pesszimista Wells veszít: bár sikerül kimenekülnie és ellopnia egy autót, egy – a kocsiban megbúvó – bandatag lelövi. Közben mégis megjelenik egy járőrkocsi két rendőrrel, mert több bejelentés is érkezett lövöldözésről és egy ott dolgozó telefonszerelő sem jelentkezik. Felfedezik a telefonszerelő holttestét a telefonpóznán és erősítést kérnek.
A még életben lévők visszavonulnak a pincébe és el akarják barikádozni magukat. Bishopnak eszébe jut egy korábban látott acetilénes palack, amit – ha felhelyeznek a falra – egy lövéssel felrobbanthatnak. A banda betör az épületbe, a túlélők egy hatalmas tábla mögé bújva védekeznek. Bishop felrobbantja a palackot, amely mindenkit megöl a pincében, csak a tábla által védett Bishopékat nem. A kiérkező rendőrök rátalálnak az összeégett bandatagokra és a négy túlélőre, Bishopra, Leighre, Wilsonra és Lawsonra. Lawsont a mentők elviszik, Leigh visszautasítja lőtt sebének ellátását, Bishop pedig nem engedi, hogy Wilsont bilincsben vigyék el, hanem ő maga kíséri ki.
|  | Itt a vége a cselekmény részletezésének! |

## Szereplők
| Szerep          | Színész         | Magyar hang       | Magyar hang       |
| Szerep          | Színész         | 1. szinkron (VHS) | 2. szinkron (TV)  |
| --------------- | --------------- | ----------------- | ----------------- |
| Ethan Bishop    | Austin Stoker   | Vass Gábor        | Kálid Artúr       |
| Napoleon Wilson | Darwin Joston   | Haás Vander Péter | Galambos Péter    |
| Leigh           | Laurie Zimmer   | Csere Ágnes       | Orosz Anna        |
| Lawnson         | Martin West     | Kocsis György     | Haás Vander Péter |
| Wells           | Tony Burton     | Hankó Attila      | Sótonyi Gábor     |
| Starker         | Charles Cyphers | Rosta Sándor      | Rosta Sándor      |
| Julie           | Nancy Kyes      | Madarász Éva      | Zsigmond Tamara   |

## A film készítése
A filmet 20 nap alatt forgatták le. Az Amerikai Filmszövetség azzal fenyegette John Carpentert, hogy ha a rendező nem vágja ki a filmből a sokkoló jégkrémes jelenetet, akkor az X besorolást (18 éven felülieknek) kap. Carpenter kivágta a jelenetet, majd elküldte az anyagot a szövetségnek, akik így az R kategóriába (17 éven aluliaknak szülői felügyelettel) sorolták. A rendező ezután visszarakatta a jelenetet. A csel működött, így a film megtarthatta az R besorolást, és teljes egészében kerülhetett a mozikba.
Napoleon Wilson karakterét a Volt egyszer egy Vadnyugat „Harmonikája” ihlette. AMikor Ethan az állomáson Leigh-jel beszélget, egy történetet mesél el a gyerekkoráról. A történet a valóságban is megtörtént Alfred Hitchcockkal.

## Kapcsolódó művek
2005-ben jelent meg a film remake-je A 13-as rendőrőrs címmel. A főbb szerepekben Ethan Hawke, Laurence Fishburne, Gabriel Byrne, Maria Bello, John Leguizamo és Brian Dennehy látható. 